# 人民海军向前进
《人民海军向前进》，是中国人民解放军海军事实上的军歌。创作于1951年，由中国人民解放军海军政治部文工团创作组作词，刁锦富（署名绿克）作曲，黄源洛编曲。

## 历史
《人民海军向前进》虽未正式定为中国人民解放军海军军歌，但中国人民解放军海军习惯上将其作为军歌使用，在重大集会、庆典、仪式结束时演奏，实际上已经默认其作为军歌。在1984年中华人民共和国国庆35周年阅兵时，鄧小平檢閱中國人民解放軍受閱官兵時第一支樂曲就使用此曲。中华人民共和国國慶50周年和60周年閱兵，當中國人民解放軍海軍方陣通過天安門城樓，中國人民解放軍聯合軍樂團演奏此曲。
2019年12月26日，在中国人民解放军军乐团主办的庆祝中华人民共和国成立70周年典礼阅兵曲音乐会中，将《人民海军向前进》与解放军其他军种军歌同场演奏。